# Paul Lemp
Paul Lemp (* 9. September 1908 in La Chaux-de-Fonds; † 25. Februar 2001 in Biel, heimatberechtigt in Attiswil) war ein Schweizer Jurist und Bundesrichter.

## Leben
Paul Lemp, reformiert, später konfessionslos, war der Sohn des Inhabers einer mechanischen Werkstätte Samuel Lemp und der Lina Bertha, geborene Schwab. Paul Lemp war Mitglied der Gymnasia Biennensis und legte 1927 die Matura in Biel ab. Im Anschluss widmete er sich einem Studium der Rechte an der Universität Bern, bevor er 1932 das Fürsprecherpatent erwarb sowie 1938 zum Dr. iur. promovierte.
Zu Beginn seiner beruflichen Karriere leitete Paul Lemp von 1933 bis 1936 seine eigene Anwaltspraxis in Biel. Danach war er von 1937 bis 1942 als Kammerschreiber am Bernischen Obergericht, von 1942 bis 1952 als Sekretär am Bundesgericht sowie von 1953 bis 1962 als Bundesgerichtsschreiber eingesetzt, ehe er von 1963 bis 1978 das Amt des Bundesrichters bekleidete. In dieser Funktion wirkte Lemp von 1963 bis 1973 bei der Anklagekammer, 1963 beim Kassationshof, von 1964 bis 1973 bei der 1. Zivilabteilung, davon ab 1969 als Präsident, 1974 als Präsident des Kassationshofs, von 1975 bis 1978 wieder bei der 1. Zivilabteilung und von 1977 bis 1978 als Vizepräsident des Bundesgerichts.
Daneben diente Paul Lemp in der Schweizer Armee in der Position eines Obersten der Militärjustiz. Die Gemeinde Attiswil ehrte ihn mit der Verleihung der Ehrenbürgerschaft.
Paul Lemp heiratete im Jahr 1938 Stella Margherita, die Tochter des SBB-Angestellten Charles Ischer. Er verstarb am 25. Februar 2001 im 93. Lebensjahr in Biel.

## Wirken
Bekanntheit erlangte Lemp durch seine grundlegenden wissenschaftlichen Beiträge zum Familien- und Eherecht von 1954, 1958 und 1962 im Rahmen des Berner Kommentars. Sein Nachlass ist im Stadtarchiv Biel aufbewahrt.